# Reinosa
Reinosa è un comune spagnolo di 10.208 abitanti situato nella comunità autonoma della Cantabria. Capoluogo della comarca di Campoo-Los Valles, è comune di piccola estensione posto nel sud della Cantabria a 850 metri sul livello del mare all'inizio della valle del Besaya, nella pianura dove confluiscono i fiumi Ebro, Híjar e Izarilla in vicinanza dell'Embalse del Ebro, grande bacino artificiale ottenuto con uno sbarramento del fiume.
Dista 74 km da Santander, capitale della Cantabria e 113 da Burgos. La sua posizione geografica favorisce le sue comunicazioni per strada e ferrovia sia con Madrid che con i porti del litorale cantabrico. Questa facilità di comunicazioni ha favorito lo sviluppo industriale e dei servizi. Quasi nullo è l'apporto dell'agricoltura e dell'allevamento del bestiame all'economia locale. La vicinanza alla stazione di sport invernali dell'Alto Campoo che favorisce il turismo sia invernale che estivo con buon impiego di lavoratori nei servizi alberghieri e la condizione di capoluogo in cui si accentrano i servizi per la popolazione dell'intera comarca, contribuiscono a far sì che oltre metà della popolazione attiva del comune sia impiegata nel settore terziario.
La ripartizione della popolazione sulla base del settore economico d'impiego registra infatti soltanto l'1,5% del totale della popolazione attiva è occupata nel settore agropastorale, il 10,7% nell'edilizia, il 31,2% nella industria e il 56,6% nel settore terziario dei servizi.
L'età media della popolazione è calcolata in 44,5 anni, indice di invecchiamento della popolazione con prevalenza degli anziani e dei vecchi sui giovani e, quindi, bassa natalità.

## Storia
I giacimenti archeologici della zona testimoniano la presenza umana nel territorio di Campoo dal neolitico e quella di tribù stanziali celtocantabre nell'epoca castrense fino agli anni fra il 29 e il 19 a.C. quando esse si opposero duramente all'invasione romana. I Romani si stabilirono in questo territorio costruendovi una grande strada di comunicazione fra la meseta castigliana e il litorale cantabrico dove erano attivi i loro porti. Testimonianze vi sono anche del periodo visigoto.
Del Medioevo si hanno documenti di donazioni ai monasteri di Cervatos e di Aguilar. Nel primo documento, che è del 999 ed è apocrifo, si parla di terre della località di Reynosa, allora così chiamata, donate al monastero di Cervatos da parte del conte di Castiglia Sancho Garcés; col secondo, autentico, Alfonso VIII di Castiglia nel 1071 donava in eredità al Monasterio de Aguilar de Campoo tutti i suoi possedimenti compresi quelli che aveva in Reinosa. Reinosa, che era uno dei centri urbani nati vicino ai monasteri e alle chiese attorno all'anno 1000, nel XIV secolo fu data in signoria con Aguilar dal re Alfonso XI di Castiglia al figlio naturale Tello di Castiglia avuto dall'amante Eleonora di Guzmán. Don Tello, nato nel 1337, che aveva ottenuto per via matrimoniale il titolo di "conte di Biscaglia", dovette sostenere duri contrasti e lotte sanguinose col fratellastro Pietro I (detto "Il Crudele" od anche il Giustiziere) figlio legittimo di Alfonso XI che aspirava alla signoria di Biscaglia. Intanto nel Campoo si erano scatenate le lotte fra le famiglie nobili dei Rios, dei Vega, dei Manrique e dei Mendoza che già avevano qualche potestà sulle popolazioni campensi. La signoria di Aguilar e Reinosa alla morte nel 1370 di don Tello passò a Leonor de la Vega che ne aveva sposato il figlio Juan Téllez. Quando questi morì la moglie ereditò e sposò in seconde nozze l'ammiraglio Diego Hurtado de Mendoza che, per concessione del re Enrico III, ottenne la signoria.
Durante il regno di Giovanni II, Reinosa e la Merindad de Campoo ebbero vita travagliata a causa delle lotte per il potere fra i Mendoza e i Manrique. Il territorio di Campoo era realengo, cioè dipendente direttamente dal re che lo governava tramite un corregidor, con le Asturias de Santillana, Liebana e Pernia. Un avvenimento importante per Reinosa fu la sua assunzione a capitale del Corregimiento e della Merindad de Campoo decisa dal re Enrico IV (in precedenza era stata capitale Aguilar dal XIII secolo). Il predominio dei Mendoza si rafforzò nel 1475 con la creazione da parte dei Re Cattolici Isabella di Castiglia e Ferdinando II d'Aragona del marchesato di Argueso. Nel 1479 a Reinosa si verificò un evento tipico della "politica matrimoniale" sia degli Asburgo che dei Re Cattolici: il matrimonio fra l'arciduchessa d'Austria Margherita, figlia di Massimiliano I d'Asburgo e il principe ereditario di Spagna Giovanni d'Aragona e Castiglia figlio dei Re Cattolici e fratello di Giovanna la Pazza (Juana la Loca), che a sua volta, sposò in seguito Filippo il Bello, fratello di Margherita, dai quali nacque il futuro imperatore Carlo V, sul cui regno "non tramontava mai il sole" perché oltre al Sacro Romano Impero comprendeva anche le colonie americane. Nel periodo delle riforme borboniche del regno di Spagna il corregidor divenne capitano di guerra e sopraintendente alle rendite, e il Corregimiento de Campoo fu inserito nel 1749 prima nella provincia di Toro e in seguito in quella di Palencia.
Un notevole impulso all'economia di Reinosa venne dato alla metà del XVIII secolo dalla costruzione ordinata dal re Ferdinando VI del Camino Real, la strada che seguiva praticamente il percorso di quella romana unendo Madrid ai porti cantabrici per portarvi le lane e il grano della Castiglia esportato via mare nelle Fiandre, in Inghilterra ed anche nelle colonie americane. Nel 1750 Reinosa contava quattro ferriere e diverse imprese per la produzione della lana, del vetro, alimentari e per la lavorazione della pietra da costruzione. Durante la guerra d'indipendenza nel 1808 le truppe napoleoniche causarono grossi danni alla città distruggendola e incendiandone una buona parte. Reinosa rinacque, nel 1835 si costituì in comune costituzionale entro i confini attuali ed essendo essa stessa capoluogo del distretto giudiziale omonimo. La costruzione nel 1866 della linea ferroviaria Alar del Rey-Santander, che passava per Reinosa, migliorò e potenziò le comunicazioni sia con Madrid che con la costa cantabrica, favorendo il commercio e la nascita di alcune industrie. Questa situazione di sviluppo continuò nel XX secolo e si accompagnò ad un progressivo graduale aumento della popolazione anche se con alcuni alti e bassi.
Nel 1920 il numero degli abitanti fu di 4.186 unità e più che raddoppiò nei successivi 40 anni raggiungendo le 8.606 unità nel 1960. La causa di questo aumento di abitanti fu l'installazione nel 1918 a Reinosa degli stabilimenti della Sociedad Española de Construcción Naval che determinò anche l'impianto di altre imprese sia complementari ad essa, sia con altre produzioni. La conseguente richiesta di nuova manodopera fu soddisfatta dall'immigrazione dagli altri comuni della comarca. Nel 1927 Reinosa conseguì ufficialmente il titolo di "città". Nel 1970-71 un ampliamento delle imprese provocò un nuovo aumento del numero degli abitanti che salì fino ai 13.411 del 1984, massimo mai più raggiunto.
Nel 1987 la crisi europea delle acciaierie si fece sentire anche a Reinosa che riuscì a contenerla pur subendo un calo del numero degli abitanti che si è assestato intorno ai 10.000/11.000. In quell'anno vi furono dure proteste e manifestazioni conosciute come incidenti di Reinosa del 1987.

## Monumenti e luoghi d'interesse
- Torreón de Manrique y Navamuel del 1414.
- Torreón de Navamuel y Calderón del XVI secolo.
- Casas de las Princesas del XV secolo, in cui si celebrò il matrimonio di don Juan con Margherita d'Austria.
- Casa del Mioño del XV secolo.
- Casa de Caballero de Santiago y marqués de Cirrervelo del XVIII secolo.
- Casa de Caballero del XVIII secolo.
- Casona de la Niña del 1830.
- Ayuntamiento del XIX secolo.
- Casa del Pueblo del 1916.
- Iglesia de San Sebastián chiesa innalzata nel XVI secolo e finita nel XVIII.
- Iglesia de los Padres Carmelitas del 1966.
- Ermita de San Roque del XVII secolo.
- Convento de San Francisco dei secoli XVI-XVII.

### Dintorni
A 5 km Cervatos, nel comune di Campoo de Enmedio, con la Collegiata romanica dell'XI secolo.
A 24 km Alto Campoo, nel comune di Hermandad de Campoo de Suso, stazione di sport invernali.
A 38 km Aguilar de Campoo, presso un vasto bacino artificiale formato dal fiume Pisuerga con cinta di mura, la Colegiata de San Miguel del XIV secolo e, a 500 metri il monastero cistercense di Santa maria la Real del XIII secolo.

## Feste
Come in molti altri centri della Cantabria il 1º marzo si cantano le Marzas, antica usanza risalente ai popoli celtoiberi. È un inno alla vita che rinasce dopo l'inverno e alla donna che è fonte si vita. A partire dalla mezzanotte dell'ultimo giorno di febbraio e primo di marzo gruppi di giovani vestiti di costumi multicolori passano per le strade delle città cantando le marzas, strofe di due versi che inneggiano alla primavera, alla natura e alla donna. Il comune completa questa usanza con una gara di marzas di gruppi di giovani e anziani provenienti dai paesi della comarca che si sfidano esibendisi con i loro canti nella piazza maggiore della città.
Altre feste che, secondo la tradizione spagnola, sono insieme sacre e profane, sono il 20 gennaio San Sebastián, Il 25-26 luglio Santiago y Santa Ana, il 21 settembre San Mateo, la festa più grande che si prolunga nei giorni successivi con diverse manifestazioni come il Certamen de las Justas Literarias nel Teatro Principal, elezione della regina della festa e delle sue dame, giochi per bambini, gare sportive, fiera del bestiame bovino ed equino, sfilata di carri ornati e accompagnati da fanfare, romeria (pellegrinaggio e cena campestre) e verbena (festa notturna).
Altra festa è il Dia de Campoo, giorno dedicato alla celebrazione e all'esaltazione del folclore e delle tradizioni della comarca di Campoo. Le strade della città si riempiono di gente in costume locale, di gruppi musicali, di solisti, di suonatori di cembali e tamburi, di danzatori, sfilano carri ornati e c'è un'esposizione di prodotti tipici e artigianali. La festa è stata dichiarata di interesse turistico nazionale.